# Teatro Mario Tiberini
Il Teatro Mario Tiberini è un teatro italiano, situato nel comune di San Lorenzo in Campo, in provincia di Pesaro e Urbino, dedicato al cantante lirico Mario Tiberini, originario del luogo. Situato all'interno del nobile Palazzo della Rovere è costituito da due ordini di palchi e loggione, con volta decorata in stile Liberty.

## Storia

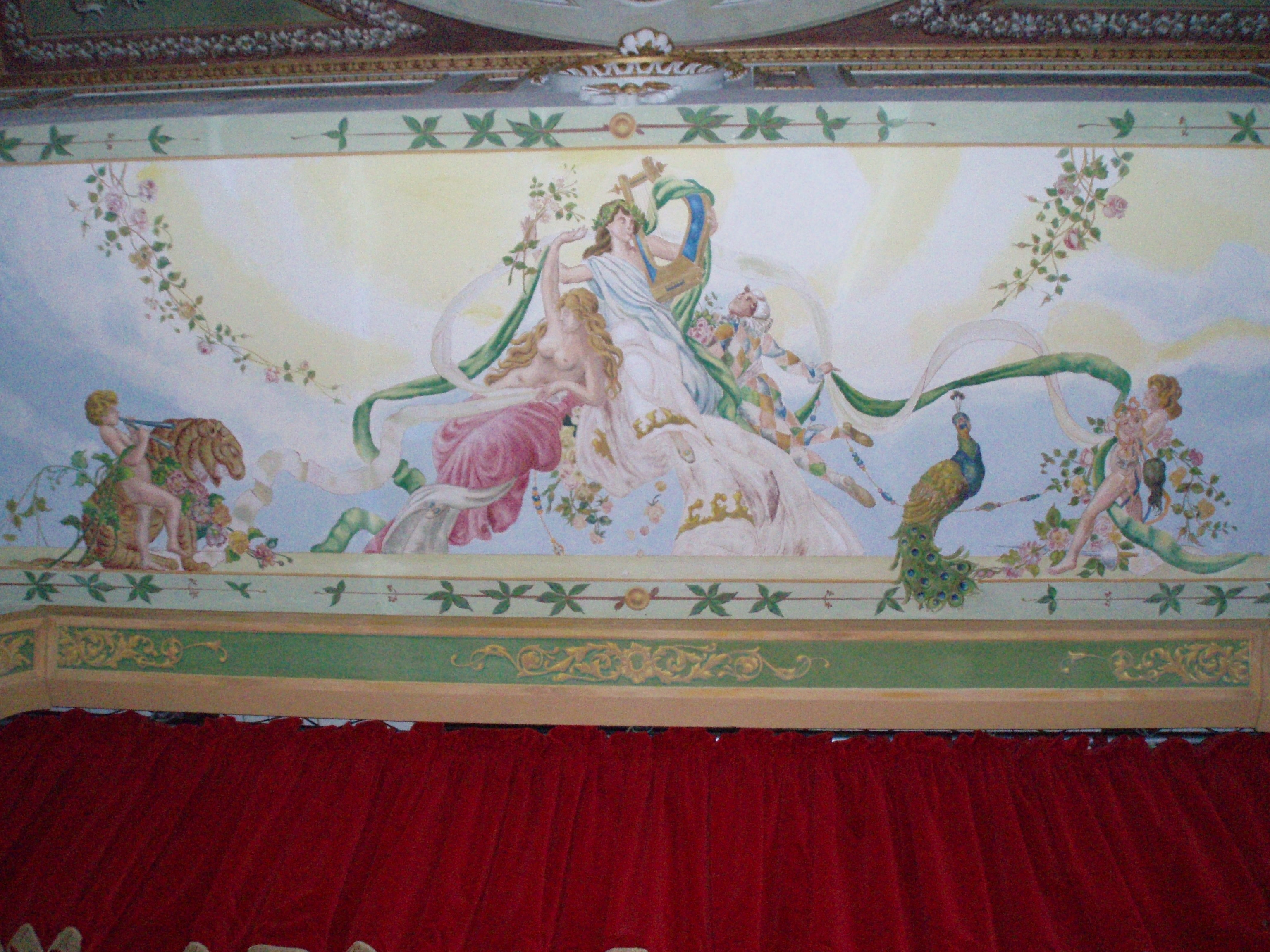
Dipinti del boccascena

All'interno del Palazzo Pretorio, destinato in seguito a Palazzo Comunale, già sin dalla metà del 1700 esisteva un teatrino mobile alla francese, nel quale erano eseguite diverse rappresentazioni, che però aveva l'inconveniente di dover essere montato e poi smontato ad ogni stagione. È documentato che nel 1798 è eseguito nel teatro un concerto a 4 voci e coro, tratto da Il Giudizio Universale poesia di Bernardo Marin Luciani.
I teatri, nelle Marche, nel periodo napoleonico, si erano andati sempre più rivelando uno strumento politico e culturale. Nel 1811, a seguito del crollo del soffitto a cassettoni del salone, l'aristocrazia e la nascente borghesia laurentina: il conte Francesco Tommasi-Amatori, Lorenzo Coli che la capeggiavano, con Valerio Duranti, Giuseppe Benedetto Bellani, Germano Ligi e Giuseppe Filippini, intenzionata a non lasciarsi sfuggire l'opportunità di gestire un luogo per il divertimento e l'acculturazione, convinsero anche i consiglieri comunali, che abbattendo alcuni grossi muri interni e quattro volte reali si sarebbe modificato l'assetto interno del Palazzo Comunale in modo tale da poter costruire un teatro stabile. 
Dopo diverse difficoltà burocratiche e contrasti da parte di alcuni cittadini, che erano contrari alle modifiche che si volevano apportare al palazzo, nel 1813 fu fatto redigere un progetto da Francesco Franceschi di Ancona, i lavori iniziarono sotto la direzione del Maestro muratore Luigi Tiberini. Il 19 luglio 1816 si costituì la "Congregazione dei Signori Associati" per l'acquisto dei casini (palchi) composta da Filippo Viviani, Valerio Duranti, Francesco Coli, Lorenzo Coli, Pierbattista Duranti, Francesco Amatori, Giuseppe Monari, Settimio Lamberti, Giuseppe Belfanti, Giuseppe Filippini, Giuseppe Galli, Papiro Monti, Domenico Stefani, Pierbattista Fiorani, Antonio Mariotti, Ignazio Camilletti, Famiglia Priori, Luigi Spaccialbelli, Luigi Tiberini, Casa Mori, Casa Paolinelli, Giuseppe Benedetto Bellami, Giuseppe Bini e Germano Ligi, aderirono alla congregazione anche don Filippo Panichi, don Luigi Ligi, don Giobatta Renzi di Castelleone di Suasa. I soci stabilirono che i palchi di primo e di secondo ordine sarebbero stati estratti a sorte ogni anno tra i richiedenti che dovevano essere "Possidenti locali Agrari e Antichi", il terzo ordine, detto piccionaia, poteva essere concesso "ad ogni onesto artiere e proba persona". Il 20 agosto fu costituita la Società del Condominio Teatrale, che era un condominio tra il comune ed i soci proprietari dei palchi. I lavori terminarono in ottobre, il Teatro chiamato "Trionfo" era stato costruito in legno e con tre ordini di palchi.
Il teatro inserito all'interno del palazzo comunale testimonia la stretta connessione tra il pubblico ed il privato, dove il privato si fa promotore economico di un servizio pubblico. Il Teatro insieme alla piazza ed al Municipio, palazzo del potere locale, diviene protagonista della configurazione della società laurentina, e diventa il simbolo della distinzione dei ceti sociali, tra ricchi e poveri, tra paese e campagna. Nei palchi e nel loggione l'intera cittadinanza tra musica, danze, spettacoli e cambi di scena dava spettacolo di sé.
Nel carnevale del 1817 il teatro fu sicuramente utilizzato per delle rappresentazioni, perché il 17 gennaio i soci acquistarono dodici quinte e presero in prestito il sipario del vecchio teatro di Fossombrone. Alcuni lavori di sistemazione e di rifinitura durarono sino al 1820, anno in cui furono acquistati altri materiali da costruzione, con i quali probabilmente fu ultimato. Furono ingaggiati diversi pittori per sagomare quinte, teloni, proscenio, ecc, nel 1817 Francesco Nunzi, che si pensa fosse il celebre pittore di San Lorenzo residente a Fossombrone, o un suo familiare, nel 1819 Pietro Pani e nel 1841 Raffaele Fida, Gaetano Zanne e lo jesino Giovanni Mattei. Il teatro fu utilizzato soprattutto nel periodo di carnevale per rappresentazioni di commedie, di spettacoli comici, di burattini ed inoltre per recite scolastiche e danze.
Nel tempo altri proprietari si aggiunsero o si sostituirono ai precedenti. Per gli spettacoli erano chiamate compagnie di dilettanti, che solitamente si esibivano nei piccoli paesi e la gestione delle rappresentazioni era lasciata ai soci. Si costituì a San Lorenzo in Campo una Società Filodrammatica, una Società Comica. Con il passare del tempo il teatro aveva bisogno di essere pitturato, pervennero diverse proposte, quella di Guido Guiducci, che aveva decorato il teatro di Fossombrone e quello di Mondolfo, quella del pittore di Fossombrone Giovanni Buffoni, quella di Raffaele Severini esperto scenografo. Per i lavori di decorazione e per l'arredamento l'amministrazione comunale impegnò la somma di 1.500 lire. Non sappiamo, però, a chi fu affidato l'incarico di eseguire i lavori. Nel 1880 il Teatro fu in parte distrutto dalle fiamme. Ricostruito fu ribattezzato "Teatro Condominiale Mario Tiberini" in memoria del famoso tenore laurentino Mario Tiberini deceduto il 16 ottobre 1880, che poteva ospitare non più di trecento spettatori. L'inaugurazione ufficiale avvenne il 13 dicembre 1882 e per l'occasione fu invitata la compagnia di prosa Magazzarri di Bologna.
Con il successo di pubblico del cinema muto agli inizi del Novecento, la sala del teatro fu destinata alle proiezioni e il 18 settembre 1928 il Podestà Svarca Giuseppe concesse l'uso del teatro per le rappresentazioni cinematografiche a Raffaele Parroni, che con il pianoforte eseguiva le colonne sonore dei film muti. Il teatro fu utilizzato come cinematografo, con la proiezione di film e di documentari, per rappresentazioni teatrali e per veglioni carnevaleschi sino al 1956. 
Con il passare del tempo, il teatro divenne inagibile ma, a causa delle ristrettezze economiche, non furono eseguiti lavori né dall'amministrazione comunale, né dai condomini dei palchetti e così il teatro fu abbandonato e restò inattivo sino al 1983, anno in cui terminarono i lavori di restauro.

## Descrizione

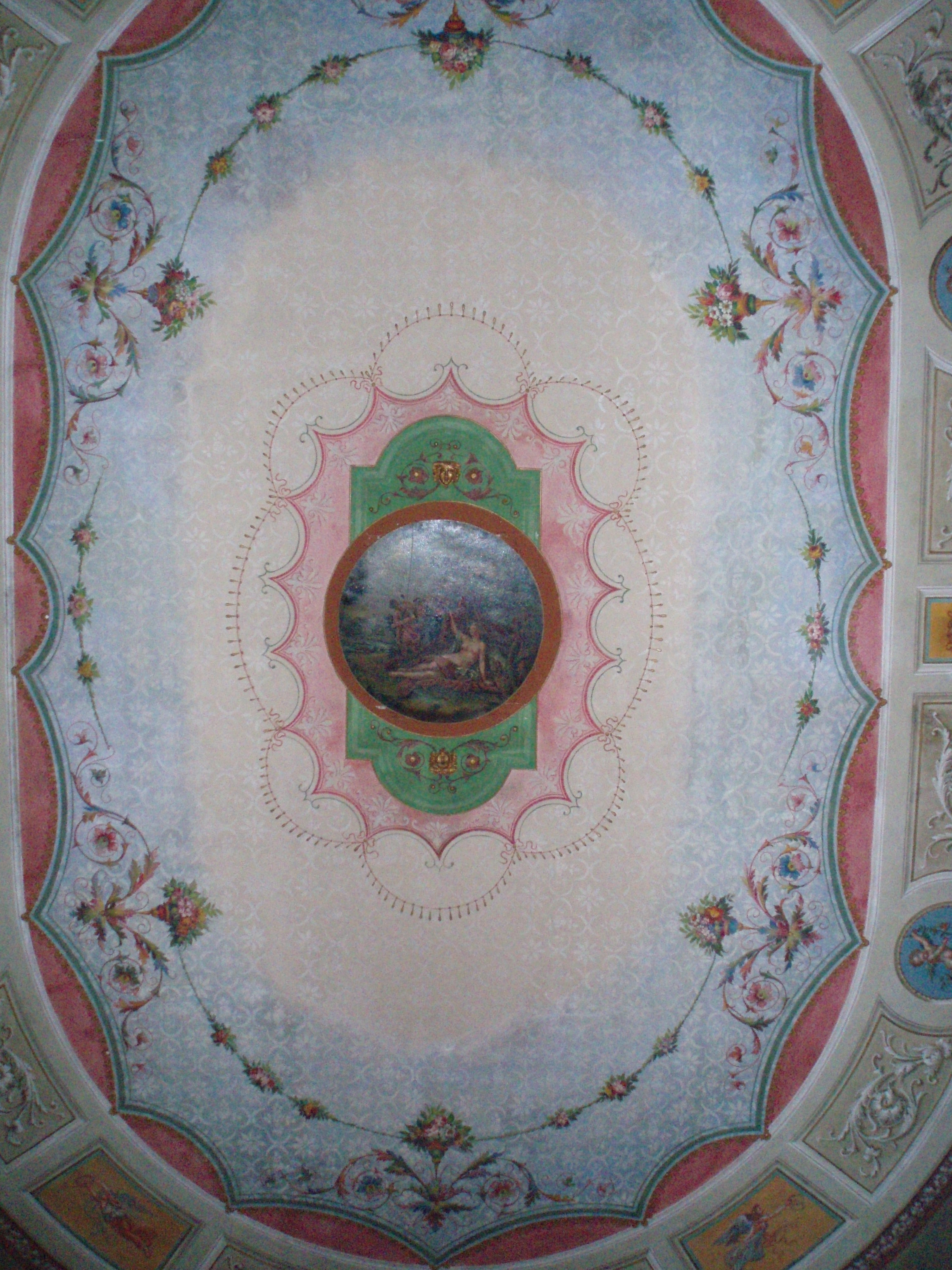
Il soffitto del teatro

Il teatro è stato ristrutturato e restaurato rispettando le sue antiche caratteristiche e lasciando intatta la sua forma originale a ferro di mulo, con due ordini di palchi, venticinque in totale, ed un loggione a galleria, disposti intorno ad una piccola platea. La capienza originale era di 220 posti, ridotti adesso, per ragioni di sicurezza a 150. Sotto il primo ordine di palchi tutt'intorno alla platea, gira uno zoccolo con striature marmoree, da cui si elevano a fascia continua, fino alla cornice d'imposta della volta, delle strette paraste, terminanti con un capitello d'ordine ionico. I parapetti dei palchi e del loggione sono divisi in trentasei riquadri decorati. 
Le decorazioni floreali, con figure, maschere ed amorini, con tendenza al fantastico sono di gusto tardo ottocentesco ed hanno sostituito quelle originali probabilmente intorno al 1880, quando il teatro fu riaperto dopo un restauro. I pannelli laterali dei palchi di proscenio e la volta del boccascena sono in stile tardo Liberty. Il dipinto che ricopre la volta del boccascena è ricco di allegorie e di simboli. 
La pittura al centro riproduce una ragazza dall'aria allegra, che porta una corona di alloro sul capo e tiene una cetra in mano, forse raffigura la musa Terzicore protettrice della poesia bucolica e della danza, o la musa Euterpe dea della musica, della poesia e della lirica, al suo fianco Arlecchino, che simboleggia la commedia dell'arte, a sinistra un putto, che suona un Aulos, l'aerofono doppio chiamato dai romani Tibia, con a fianco una tigre, stanno a rappresentare la forza della musica, a destra un putto che tiene in mano due maschere ed è collegato con un nastro ad Arlecchino, vicino ad un pavone, simbolo della vita eterna, rappresentano la durevolezza e l'immortalità dell'arte. Un'altra figura femminile accompagna la musa. Adiacente alla figura di Arlecchino spunta la testa, del dio Bacco, dio del vino e della vendemmia, nonché del piacere dei sensi e del divertimento. Si entra al teatro oltrepassando una porta a vetro decorata con due teste di donna, anch'esse rappresentate con i motivi tipici del linguaggio Liberty. 
Sul soffitto del piccolo ingresso, che conduce ai palchi ed in platea, disposte nei quattro punti cardinali sono riportate le parole: fede, lavoro, arte e libertà, che si ispirano e che fanno riferimento alla Massoneria. 
La tela che occupa il tondo al centro del soffitto raffigura Diana, dea della caccia, sdraiata tra veli scarlatti, con l'espressione del viso che denota un certo turbamento. Accanto a lei un'ancella premurosa sembra rassicurarla, mentre una giovane, vista di spalle, con l'arco nella mano sinistra, suona il corno da caccia, sorretto con la mano destra. Il tutto su un paesaggio tormentato, in cui il ricco fogliame si unisce ai banchi nuvolosi, che si diradano verso la sagoma di una montagna lontana, alla cui base la luce si deposita su uno specchio d'acqua trasparente.
Fu inaugurato il 14 maggio del 1983, con una rappresentazione teatrale scritta dal laurentino Alessandro Campanelli dal titolo “Igne Migne” ed interpretata dalla compagnia teatrale Transteatro di Fano. 
Il teatro vanta un'intensa attività, sia di prosa, che di musica ed ha ospitato convegni, concorsi e congressi.